# Agrogeologija
Agrogeologija je veja uporabne geologije, ki se ukvarja z raziskovanjem površinskega dela zemeljske skorje, ki je uporaben za kmetijstvo. Prav tako raziskuje genetsko povezavo s skalno podlago ter vse druge sodelujoče kemične in biološke procese.